# Червенко Крумов
Червенко Крумов Лазов е съвременен български поет.
Завършил е литературен институт „Максим Горки“ в Москва, Русия. Работил е като журналист, редактор в литературен алманах „Юг“, директор на литературния музей в Хасково. Бил е народен представител в XXXVI и XXXVII народно събрание. Член на СБП
Автор е на стихосбирките „Врата в небето“ (1983), „Етаж“ (1990), „До вечната трева“ (1994). Носител е на наградата за поезия „Южна пролет“ през 1984 г. Негови стихове са включвани в различни сборници и антологии, превеждани са на руски, английски, унгарски и естонски езици.